# Funkcija beta
Funkcija beta, imenovana tudi Eulerjev integral prve vrste, je v matematiki specialna funkcija dveh argumentov, definirana kot:
{\displaystyle \operatorname {\mathrm {B} } (x,y)=\int _{0}^{1}t^{x-1}\left(1-t\right)^{y-1}\,\mathrm {d} t,\qquad (\Re (x)>0,\ \Re (y)>0)\!\,.}
Funkcijo beta sta raziskovala Euler in Legendre, ime pa ji je dal Binet.

## Značilnosti
Funkcija beta je simetrična, kar pomeni da argumenta lahko zamenjata mesti, in velja:
{\displaystyle \operatorname {\mathrm {B} } (x,y)=\operatorname {\mathrm {B} } (y,x)\!\,.}
Funkcijo beta se lahko zapiše v različnih oblikah.
Dokazati je mogoče, da se da funkcijo beta izraziti s funkcijo gama:
{\displaystyle \operatorname {\mathrm {B} } (x,y)={\frac {\operatorname {\Gamma } (x)\,\operatorname {\Gamma } (y)}{\operatorname {\Gamma } (x+y)}}\,\!.}
{\displaystyle \operatorname {\mathrm {B} } (x,y)=2\int _{0}^{\pi /2}(\sin \theta )^{2x-1}(\cos \theta )^{2y-1}\,\mathrm {d} \theta ,\qquad (\Re (x)>0,\ \Re (y)>0)\!\,,}
{\displaystyle \operatorname {\mathrm {B} } (x,y)=\int _{0}^{\infty }{\frac {t^{x-1}}{(1+t)^{x+y}}}\,\mathrm {d} t,\qquad (\Re (x)>0,\ \Re (y)>0)\!\,,}
{\displaystyle \operatorname {\mathrm {B} } (x,y)=\sum _{n=0}^{\infty }{\frac {n-y \choose n}{x+n}}\!\,,}
{\displaystyle \operatorname {\mathrm {B} } (x,y)=\prod _{n=0}^{\infty }\left(1+{\frac {xy}{n(x+y+n)}}\right)^{-1}\!\,,}
{\displaystyle \operatorname {\mathrm {B} } (x,y)\,\operatorname {\mathrm {B} } (x+y,1-y)={\frac {\pi }{x\sin(\pi y)}}\!\,,}
{\displaystyle \operatorname {\mathrm {B} } (x,y)={\frac {1}{y}}\sum _{n=0}^{\infty }(-1)^{n}{\frac {y^{n+1}}{n!(x+n)}}\!\,.}
Druga enakost kaže, da je {\displaystyle \operatorname {\Gamma } (1/2)={\sqrt {\pi }}\,}.
Podobno kot funkcija gama za cela števila opisuje fakultete, lahko funkcija beta določa binomski koeficient s primernimi indeksi:
{\displaystyle {n \choose k}={\frac {1}{(n+1)\operatorname {\mathrm {B} } (n-k+1,k+1)}}\!\,.}
Funkcija beta je bila prva znana raztrosna amplituda v teoriji strun, kar je prvi domneval Veneziano. Pojavlja se tudi v teoriji procesa prednostne povezanosti, vrste stohastičnega procesa žare.